# Телевидение в Томске

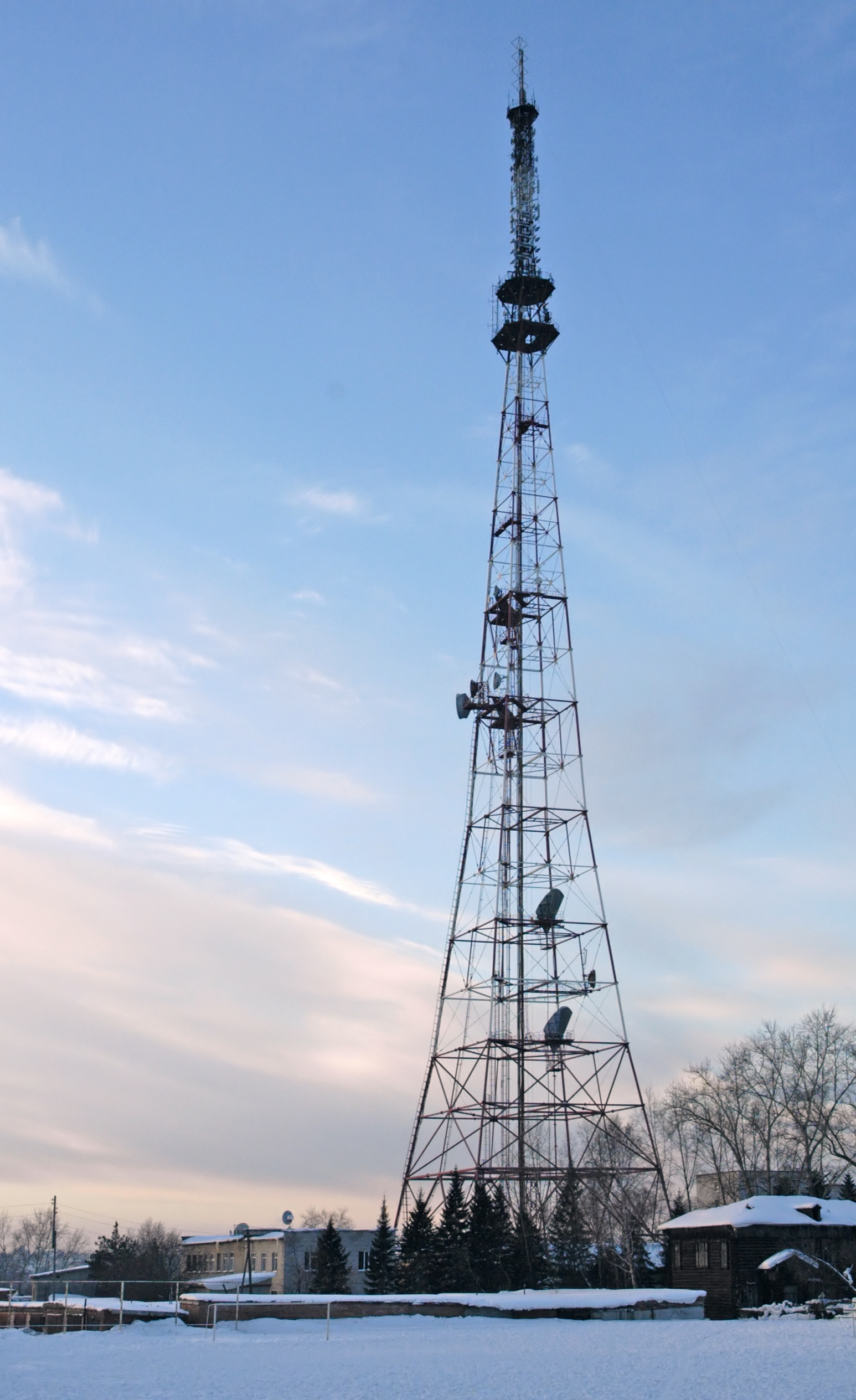
Телевизионная башня в Томске. 2005 год.

Томск стал пятым городом в СССР (третьим в РСФСР и первым в Сибири), где появилось телевидение.

## История

### Телецентр ТПИ (малый телевизионный центр)
29 декабря (по данным более поздних источников — 30 декабря) 1952 года силами энтузиастов Томского политехнического института проведён первый публичный сеанс телевещания. Это был второй в СССР «любительский» телецентр после харьковского (1951—1954). Третьим «любительским» стал «Горьковский малый телевизионный центр» («ГМТЦ», 1953—1957).

### Старый телецентр
Для полноценного вещания была необходима телебашня, работы по созданию которой начались в 1954 году. В самом высоком месте города, недалеко от Белого озера на улице Красного Пожарника (ныне Яковлева), на водонапорной башне была установлена 17-метровая передающая антенна, а внутри башни — радиопередающее оборудование, изготовленное сотрудниками Томского политехнического института. 30 апреля 1955 года началось вещание с первого в Сибири и пятого в СССР (после Москвы, Ленинграда, Киева и Харькова) профессионального телевизионного передающего центра, а уже в мае 1955 года была организована полноценная студия телевидения. До конца 1960-х годов в Томске транслировались только местные телевизионные программы.

### Новый телецентр
Принципиально новый этап в развитии томского телерадиоцентра заключался в создании современного передающего комплекса. Строительство новой телевизионной башни высотой 180 метров и двухэтажного технического здания телецентра на ул. Больничная началось в 1968 году. А 1 января 1969 года телевизионный передающий комплекс начал свою работу. В то время для передачи сигнала телевидения и радиовещания были задействованы телевизионный передатчик «Якорь» мощностью 5 кВт со звуковым сопровождением в 1,5 кВт и радиовещательный передатчик «Дождь-2» мощностью 4 кВт. В дальнейшем со строительством радиорелейной сети передачи телевизионных сигналов (1970—1990) и спутниковых ретрансляторов в Томске стала возможной демонстрация программ Центрального телевидения СССР (1972, 2 программы ЦТ и 1 томская), и что не менее важно — расширение зоны вещания в Томской области — от 2/3 по охвату приёма у населения в 1975 году до 3/4 (3 программы) и почти полного (1—2 программы) в 1990-е годы. Модернизации телецентра включали установку лампового передатчика «Зона-1» (11-й ТВК, 1972), полупроводниковых «Зона-2» и «Зона-3» (8-й и 1-й ТВК, 1987), а также новых передатчиков ДМВ и FM диапазонов (1992—1998 и позднее). В июле 1972 года «Томский радиоцентр» был переименован в «Областную радиотелевизионную передающую станцию», а затем в «Томский областной радиотелевизионный передающий центр» («Томский ОРТПЦ»). Цветным вещаемое телевидение стало с 1976 года (частично) и с 1983 года (полностью), цифровым — с 2012 года (тестовым) и с 2019 года (основным). Появление последнего подняло число вещаемых телевизионных СМИ в области с подчас единиц до двадцати и более позиций. В настоящее время «Томский ОРТПЦ» входит во ФГУП «РТРС» на правах регионального филиала.

## Телекомпании

### ГТРК «Томск»
Режиссёром первой передачи на Томском телевидении стала Софья Сапожникова. Передача была о памятниках истории в Московском Кремле, а гостем был профессор Израиль Менделевич Разгон. Преемником первой в Томске телестудии является Государственная телерадиокомпания «Томск» (ГТРК «Томск»), филиал самого крупного в стране медиа-холдинга — «Всероссийской государственной телевизионной и радиовещательной компании» («ВГТРК»). Это также первая телекомпания к востоку от Урала, и по сути, с созданием томской телестудии в России началось региональное телевидение. Вещание велось в аналоговом формате в разные периоды времени на 8 ТВК (совместно с телеканалами «Культура» и «Спорт»), 11 ТВК («Россия-1») и 27 ТВК («Россия-24»). После перевода на цифровые технологии вещание продолжается в составе первого цифрового мультиплекса (региональные слоты на телеканалах «Россия-1», «Россия-24» и «Радио России»), в FM-диапазоне (3 радиостанции), а также у основных кабельных операторов Томска и области.

### ТВ-2
Вещание первой в городе частной телекомпании «ТВ-2» началось в мае 1991 года. Позже именно «ТВ-2» неоднократно выигрывала российскую национальную телевизионную премию «ТЭФИ» в самых престижных номинациях — за лучшую информационную программу и лучшую информационно-аналитическую программу. В различное время у телеканала имелось несколько сетевых партнёров. Лишённый лицензии телеканал «ТВ-2» с 2015 года прекратил вещание. Преемник телекомпании «ТВ-2» — «Агентство новостей „ТВ-2“» продолжил работу в сети Интернет. В марте 2022 года данный новостной портал временно приостановил свою работу.

### Союз студентов
ООО «Телеканал „Союз студентов“» было официально зарегистрировано 16 мая 1991 года и юридически просуществовало до 3 марта 2009 года, когда было исключено из ЕГРЮЛ. В начале 1990-х годов телеканал делил частоту вещания 5 ТВК с телекомпанией "ТВ-2".

### ТРК «Эфир»
Изначально телекомпания именовалась «Студия „Т“», позднее — телерадиокомпания «Эфир» (ТРК «Эфир»), вторая негосударственная телекомпания Томска. Именно из телекомпании «Студия „Т“» в 1992 году произошла и первая в Томске негосударственная радиостанция «Радио Сибирь». В 1995—1998 годах совместно с «ТВ-2» вещала на 5-м эфирном ТВК. Позднее ТРК «Эфир», занимая 29-й ТВК, выдавала в эфир передачи собственного производства и ретранслировала программы своих сетевых партнёров «ТВ Центр» и «РЕН-ТВ», последний из которых выкупил телекомпанию и с января 2016 года прекратил выпуск местного СМИ («РЕН-ТВ-Томск»).

### NTSC
Телекомпания «NTSC» (от англ. «New Television Siberian Channel» — «Новый телевизионный сибирский канал») была основана в 1994 году в Кемерове и вещала сразу в нескольких сибирских городах — Барнауле, Кемерове, Новосибирске, Омске и Томске. На телеканалах «NTSC» выходили оригинальные передачи собственного производства — новостные репортажи из этих городов, а также сторонних продакшн-студий —  телепрограммы «Сороковочка», «Пресс-обзор», «Клубное обозрение» и другие. Томский филиал «NTSC» занимал частоту 9-го ТВК, его сетевыми партнёрами являлись «НТВ» (до 2000 года) и «ТНТ» (с 2000 по 2007 годы). С 2007 по 2020 год структурное подразделение ООО «Телекомпания „НТэССи“» в Томске входило в «Группу компаний „ТНТ“». С 2013 года выпуск местного СМИ («ТНТ-Томск») был прекращён.

### Антен
Телекомпания «Студия „Антен“» впервые вышла в эфир в 1996 году. Это одна из первых негосударственных телекомпаний в Томске, вещавших самостоятельно. Самостоятельность телекомпании выражалась, в частности, в наличии собственного передающего центра, не связанного с «Томским ОРТПЦ». Главным образом, «Антен», занимая 27-й ТВК, ретранслировал программы телеканалов «АРТ-Телесеть», «СТС», «MTV Россия», «Rambler Телесеть», «Звезда» и «Россия-24» в рамках сетевого партнёрства; однако имелся и ряд программ собственного производства. Некоторое время (после ухода с «Открытого ТВ») на канале выходила программа «Крутой поворот». В 2017 году телеканал окончательно прекратил вещание в связи с уступкой эфирной частоты телеканалу «ТНТ4».

### Открытые небеса
Телерадиокомпания «Открытые небеса» была основана 22 августа 1995 года и входила в медиахолдинг «Томская Медиа Группа», её телеканал носил название «Открытое телевидение» (начал своё вещание 6 октября 1996 года), а радио — соответственно, «Открытое радио» и «Открытое радио 2» (позже сменили названия). Телекомпания производила собственные программы «Крутой поворот», «ОбСтояТельСтва», «Крупным планом» и «В телевизоре», вещание велось на 6-м ТВК. Сетевыми партнёрами канала в разное время были «ТВ-6», «НТВ-Плюс Спорт», «ТВС», «ДТВ» и «СТС». Канал прекратил вещание 28 февраля 2011 года в связи с приобретением телекомпании своим сетевым партнёром, вещание «СТС в Томске» заменил полноценный эфир «СТС».

### Новый век-Томск
Телекомпания была основана 19 апреля 2000 года медиахолдингом «Рекламный дайджест» как его структурное подразделение, вышла в эфир 22 сентября 2001 года (в тот же день состоялась презентация телеканала). Выпускаемое СМИ первоначально называлось «СТС-Томск», после смены сетевого партнёра (перехода с 1 сентября 2003 года телеканала «СТС» на 6-й ТВК) местному СМИ было дано новое название «Новый Век-Томск» (сокращённо — «НВ-Томск»). В разное время на принадлежавшем ей 37-м ТВК транслировались телеканалы «СТС», «РБК», «ТДК» и «MTV Россия». Региональное вещание имело преимущественно молодёжную и музыкально-развлекательную тематику. Осенью 2011 года «Рекламный дайджест» продал эфирную частоту «Новый век-Томск» холдингу «СТС Медиа», который начал вещание телеканала «Домашний». С началом его трансляции новый владелец прекратил выпуск местных программ на эфирной частоте. После этого телеканал не очень долгое время продолжал осуществлять вещание в сетях кабельного телевидения и в Интернете под названием «Дайджест ТВ».

### Томское время
Длительное время из города Северск велось вещание телеканала «СТ-7», приём которого на 3-м эфирном ТВК был возможен и в Томске. У северской телекомпании «СТ-7» также имелся ряд сетевых партнёров. В 2013 году произошло слияние «СТ-7» с другой региональной телерадиокомпанией — «Томское время», созданной в июне 2007 года. С этого момента канал продолжил вещание из Северска как «Губернский телеканал „Томское время“», а с 19 января 2015 года — из Томска с телевизионной башни «Томского ОРТПЦ» на прежней частоте 3-го эфирного ТВК.
Решением Федеральной конкурсной комиссии по телерадиовещанию от 1 марта 2017 года телеканал выбран обязательным общедоступным региональным телеканалом («21-я кнопка») Томской области.
Телеканал был призёром конкурса «ТЭФИ-Регион» за 2018 год — в номинации «Интервьюер» награды удостоена генеральный продюсер и ведущая Ирита Минина за программу «Лично знаком».
С 29 ноября 2019 года начались включения избранных программ телеканала на канале «ОТР» в составе первого эфирного цифрового мультиплекса.
С 1 октября 2021 г. эфирное аналоговое вещание телеканала на 3 ТВК в Томске было прекращено.

## Эфирное вещание
В эфире Томска по состоянию на март 2025 года вещают два аналоговых телеканала и два цифровых мультиплекса. Все передающие комплексы расположены на основном объекте «Томского ОРТПЦ» — томской телебашне на улице Больничная. Передатчик 27-го частотного канала (отключен) располагался на здании по адресу: улица Говорова, 25. Ранее передатчики 22-го и 37-го частотных каналов (также отключены) располагались по адресам: улица Вершинина, 47 (корпус РТФ ТУСУР) и улица Герцена, 72 соответственно. Подробнее о 3-м частотном канале см. выше.
Важный этап для эфирного телевещания в Томске — внедрение цифрового телевидения. 30 сентября 2011 года губернатор Томской области подписал распоряжение о создании отраслевой рабочей группы по вопросам строительства и развития цифрового телерадиовещания Томской области. В рамках Федеральной целевой программы «Развитие телерадиовещания в Российской Федерации на 2009—2018 годы» государственный оператор «РТРС» в лице своего филиала, «Томского ОРТПЦ», организовал тестовое эфирное вещание двух общероссийских мультиплексов в стандарте DVB-T2: 18 декабря 2012 года — «РТРС-1», 25 июля 2014 года — «РТРС-2». 10 июня 2019 года аналоговые передатчики федеральных телеканалов, входящих в состав цифровых эфирных мультиплексов и обладающих собственными лицензиями на вещание (без сетевых партнёров), были отключены.
| Канал | Название                                        |
| ----- | ----------------------------------------------- |
| 21    | Первый мультиплекс цифрового телевидения России |
| 39    | Солнце                                          |
| 44    | Второй мультиплекс цифрового телевидения России |
| 51    | Ю-ТВ                                            |

## Кабельное и IPTV вещание
В городе действует крупнейший оператор кабельного телевидения: «Новые ТелеСистемы», предоставляющие доступ к телевизионным каналам как в аналоговом так и в цифровом (DVB-C) стандартах. Третьим оператором в Томске, представившим доступ к цифровому кабельному телевидению в стандарте DVB-C, стал «ДОМ.ру». Остальные операторы работают по технологии IPTV — «Томлайн», «Ростелеком», «Зелёная точка», «ТТК» («ЗапСибТрансТелеком»), «Неотелеком» и многие малые домовые сети.

## Другие проекты
В 2012 году томская компания «Элекард Девайсез» (входит в группу компаний Elecard) заявила о планах по запуску в ОЭЗ «Томск» совместно с НИИ Радио оборудования для создания нового поколения информационно-управляющей сети на базе технологий цифрового телевизионного вещания.
С 2013 года в Томске ООО "ЗУМ ТВ" ведёт деятельность в области разработки программного обеспечения для Smart TV (OTT-приложения Zoom TV, Free TV и другие) и мобильных приложений.
В конце 2013 года было заявлено о запуске интернет-проекта «Живое ТВ», входящего в структуру медиахолдинга «Рекламный дайджест».